# Курский аккумуляторный завод

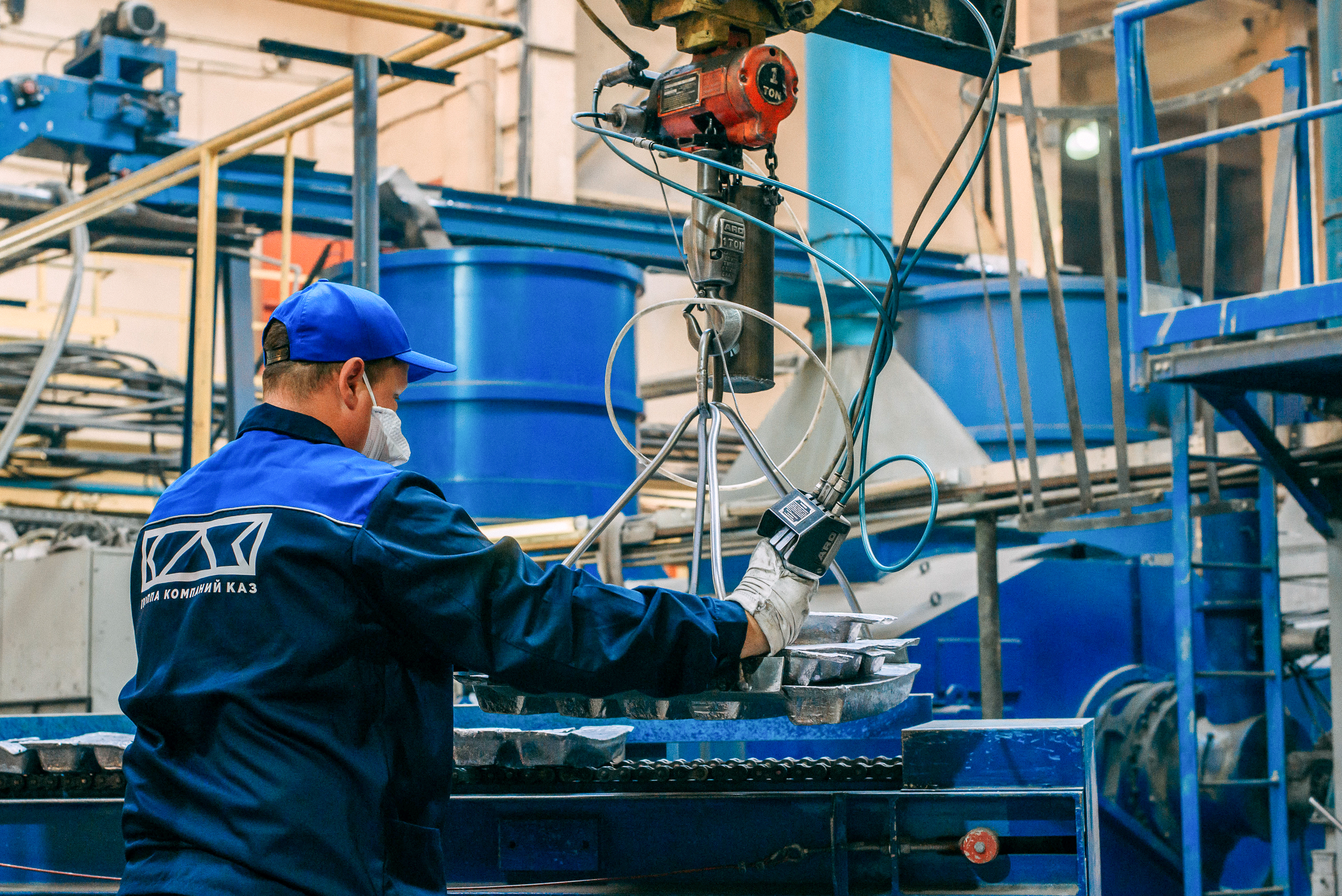

Курский аккумуляторный завод — российская компания, один из крупнейших производителей химических источников тока (аккумуляторов) в России и странах СНГ. Полное наименование — ООО "Курский аккумуляторный завод" (ООО "КАЗ").

## История
2 декабря 1935 года Совет Труда и Обороны при Совнаркоме СССР принял постановление о строительстве аккумуляторного завода в Курске.
Строительство велось вручную. Первая лопата земли была выброшена летом 1937 года.
В 1939 году начали поступать первые станки для механического цеха. В августе того же года временная электростанция дала ток строящимся объектам.
Великая Отечественная война вынудила прекратить строительство. Двести семнадцать строителей завода ушли на фронт. Один из цехов гитлеровцы приспособили для ремонта своих танков.
Первые восстановительные работы завода начались в 1944 году и 14 октября 1944 года является официальной датой основания завода.
В конце 40-х годов завершается строительство основных производственных корпусов.
В 1952 году завод начал производить основную продукцию — свинцово-кислотные аккумуляторы. Промышленность СССР получила от завода «Аккумулятор» 99000 автомобильных батарей.
В 1954 году началось производство щелочных аккумуляторов, применяемых для работы в шахтах, для средств связи, аварийного освещения, электроснабжения электротранспорта, пассажирских вагонов.
В 1956 году основано производство герметичных никель-кадмиевых аккумуляторов.
С 1980 года и на протяжении последующих 20 лет завод выпускал герметичные никель-кадмиевые аккумуляторы для ракета-носителей «Протон».
В 1989 году завод занесен в Государственный реестр участников внешнеэкономических связей.
В 1995 году был начат монтаж оборудования компании EXIDE (США) для производства стартерных батарей.
В 2009 году завод получил сертификат официального поставщика товаров и услуг для нужд системы ООН.

## Продукция
- свинцово-кислотные стационарные аккумуляторы для объектов энергетики, связи, металлургических и химических предприятий;
- щелочные никель-железные аккумуляторы и батареи для напольного электротранспорта, питания пассажирских вагонов, для запуска двигателя тепловоза и питания цепей управления, освещения и вспомогательных нагрузок при неработающем дизеле;
- щелочные никель-кадмиевые аккумуляторы и батареи для вагонов, фотоэлектрических систем.
- стартерные свинцово-кислотные 12 и 24-вольтные автомобильные аккумуляторные батареи, номинальной емкостью от 45 до 225 Ач.
- стартерные мотоциклетные 12 В батареи емкостью 9 Ач и 6-вольтную батарею для экскаваторной техники емкостью 215 Ач.
- герметичные никель-кадмиевые аккумуляторы и батареи для военной техники[3].
- стартерные АКБ для модернизированных бронированных автомобилей, спецтехники на базе шасси КАМАЗ и Урал, тяжелой гусеничной техники, в том числе, эксплуатирующуюся в условиях низких температур.

## Санкции
12 декабря 2023 года, из-за российского вторжения на Украину, предприятие включено в блокирующий санкционный список США против компаний поставляющих продукцию для российской военно-промышленной базы. Ранее предприятие было включено в санкционный список Украины.

## Адрес
Россия, 305026, г. Курск, пр. Ленинского Комсомола, д. 40.